# Cairate
Cairate (lombardul: Cairaa) település Olaszországban, Varese megyében. Lakosainak száma 7737 fő (2023. január 1.). Cairate Carnago, Cassano Magnago, Castelseprio, Fagnano Olona, Locate Varesino, Lonate Ceppino és Tradate községekkel határos.

## Népesség
A település népességének változása:
| Lakosok száma | 7791 | 7720 | 7737 |
|               | 2017 | 2018 | 2023 |